# Himalaja
Himalája je najvišje gorstvo v Aziji, ki ločuje Indijsko podcelino od Tibetanske visoke planote. V njen okvir spadajo najvišje gore sveta kot Mount Everest, K2 in Kandženzenga. Himalaja v sanskrtu pomeni 'bivališče snega' (hima - sneg, alaja - 'bivališče').
Razteza se prek petih držav - Pakistana, Indije, Kitajske, Butana in Nepala. V njej imajo povirje tri velike svetovne reke - Ind,  Yarlung Tsangpo / Brahmaputra in Ganges. Njena dolžina je približno 2400 km, od Nanga Parbata na zahodu do Namče Barva na vzhodu. Himalajsko območje meji na severozahodu s področji Karakorum in Hindukuš. Na severu je veriga ločena od Tibetanske planote s 50–60 km široko tektonsko dolino, imenovano Ind-Tsangpo šiv, na jugu pa je lok Himalaje obdan z zelo nizko indo-gangeško nižavje. Razpon se giblje po širini od 350 km na zahodu (Pakistan) do 150 km na vzhodu (Arunačal Pradeš).
Nastala je z alpidsko orogenezo, torej je eno najmlajših gorstev našega planeta. Dviga se še danes - približno 5 cm na leto, saj se Indijska plošča še vedno podriva pod Evrazijsko litosfersko ploščo.
Ima velik vpliv na podnebje Azije. Preprečuje mrzlim arktičnim vetrovom, da bi ohlajali področje Indijske podceline, obenem pa predstavlja pregrado za monsune, ki pihajo proti notranjosti. Je vzrok za nastanek puščav v notranjosti Azije, denimo Gobi.

## Lega
Himalajsko pogorje se v širokem loku razteza iz smeri vzhod-zahod približno 3000 km daleč in se nato proti severu nadaljujejo v Tibetansko visoko planoto. Na zahodu je lok širok 320 km, na vzhodu pa 170 km. Skupna površina Himalaje je tako več kot 600.000 km². Njenih mej ni mogoče natančno določiti, saj se mnenja geografov razlikujejo o tem ali lahko kot Himalajo imenujemo tudi pogorja Karakorum, Hindukuš in Pamir, ki ležijo na skrajnem zahodu Himalaje. Prav tako je nejasna tudi meja med Himalajo in Tibetansko visoko planoto, saj sta obe gorstvi istega nastanka, vendar sta zaradi velikih političnih razlik med strogo vladavino LR Kitajske v Tibetu in vladavino v Nepalu prometno ločena. Po uradnih podatkih se Himalaja na zahodu začenja ob reki Ind, od tam se razteza proti jugu in vzhodu skozi severozahodni Pakistan, Džamu in Kašmir, Tibet, Nepal, Bangladeš, Sikim in Butan in se končuje ob reki Brahmaputra tik ob Mjanmaru.
Velika porečja, ki so si svoje struge izdolbla globoko v gorska verige, delijo Himalajo od zahoda proti vzhodu na štiri velike dele: med rekama Ind in Satledž je Pandžabska Himalaja, med Satledžem in Kali Gandaki Kumanska Himalaja, med rekama Kali Gandaki in Tista je Nepalska Himalaja in med Tisto in Brahmaputro Asamska Himalaja. Po višini se Himalaja od osrednjeazijskih planot postopno spušča proti jugu v indijsko nižavje. Čisto na severu je njen najvišji del, Visoka Himalaja, z vrhovi, ki segajo nad 6000 m, južno od nje je Nizka Himalaja z višinami od 2100 do 4500 m, kjer je večina velikih mest kot je Katmandu, čisto na jugu pa je regija Tarai, ki jo omejujeta hribovji Čure in Sivalik. Posamezna gorstva v teh delih imajo še svoja imena. Na skrajnem vzhodu so Asamska, Butanska in Sikimska Himalaja, zahodneje je najvišja Osrednja Himalaja, na skrajnem zahodu pa sta Pandžabska in Kašmirska Himalaja v Hindukušu ter Karakorumu, ki se nadaljuje proti severozahodu v Pamir.

### Pamir
Pamir je gorstvo, ki po mnenju večine geografov ne spada več v sklop himalajskega pogorja. Med Karakorumom in Hindukušem, ki sta skrajno zahodni gorovji Himalaje in med Pamirjem, je sicer reka Ind s svojo globoko dolino izdolbla mejo vendar pa se vse pogosteje govori o Pamirju kot podaljšku Himalaje. Pamir se razprostira na ozemlju Tadžikistana, Afganistana in LR Kitajske v loku dolgem 500 km. Deli se na Pamiro-Altajsko pogorje, Centralni Pamir z najvišjim vrhom Pik Komunizma (7495 m), južneje pa sta še Jugozahodni Pamir in Vzhodni Pamir.

### Hindukuš
Gorovje se od Pamirja vleče proti jugozahodu v loku dolgem 800 km. Razprostira se pretežno po ozemlju Afganistana, z obronki pa sega tudi v Pakistan in celo v Indijo. Delimo ga na Vzhodni Hindukuš, ki v svojem 200 km dolgem hrbtu skriva vseh 29 sedemtisočakov, na Centralni Hindukuš in zahodni Hindukuš, ki pa sta nižja.

### Karakorum
Na severozahodu se Himalaja razveji. Ena od vej je gorovje Karakorum, ki se razteza ob zgornjem toku Inda na ozemlju Kašmirja, Indije, Kitajske in Afganistana in sega v loku okoli 900 km daleč in 100 km v širino. Karakorum je visok povprečno 6100 m, z vrhom K2 pa doseže tudi višino 8611 m od katerega je višji samo še Everest. Karakorum delimo na Veliki Karakorum, ki zajema sedem gorskih skupin in se trikrat dvigne v višino nad 8000 m z gorami K2, Broad Peak in Gašerbrum I ter Gašerbrum II. Južneje se nahaja Mali Karakorum s štirimi skupinami, severneje pa Severni Karakorum s skupinama Ghujerab in Lupghar.

### Centralna Himalaja
Glavni himalajski greben spremlja nekaj vzporednih gorskih verig. Na jugu se iz doline reke Ganges dviga nad nižinsko džunglo Tarai do višine 1500 m poraslo hribovje Sivalik. Nekoliko severneje je Mahabharat, katerega vrhovi presegajo 3000 m, še bolj na severu pa sta 1000 km dolga hrbta Zanskar in Transhimalaja, ki dosežeta višino 7000 m. Osrednji in najvišji sta Nepalska in Garvalska Himalaja, ki se delita na 18 gorskih skupin, v katerih je 8 od štirinajstih osemtisočakov. Najzahodnejši je Daulagiri (8167 m), vzhodneje od njega si sledijo Anapurna (8091 m), Šiša Pangma (8027 m), Manaslu (8163 m), Čo-Oju (8210 m), Mount Everest (8848 m), Lotse (8516 m) in Makalu (8463 m).

### Sikim in Butan
Sikimska, Butanska in Asamska Himalaja so najvzhodnejše gorske skupine. Razprostirajo se skozi Butan in Indijsko zvezno državo Sikim ter merijo v dolžino 400 km, v širino pa nekaj več kot 100 km. Povprečna višina je 2500 m, najvišji vrh pa je Kangčendzenga na meji med Nepalom in Sikimom in je s 8586 m tretji najvišji vrh na svetu.

## Nastanek
Himalaja pripada alpidskim gorstvom. Tako imenujemo niz gorovij, ki se vleče od Pirenejskega in Apeninskega polotoka prek Alp, Karpatov, Dinarskega gorovja, Balkana, Turčije, Irana, Tibeta in Himalaje in še naprej proti vzhodu Azije. Alpidi so se nagubali v času alpidske gorotvornosti ali orogeneze, ki se je začela v poznem mezozoiku pred približno 80 milijoni let, višek pa je dosegla pred 20 milijoni let v terciarju. Himalajsko pogorje gradijo v glavnem metamorfne kamnine iz predkambrija, kot so gnajsi in blestniki. Vsi so močno preoblikovani in različne mineralne sestave. Gnajse gradijo glinenci, kremen in sljude, blestniki pa so iz plasti kremena in sljud. Ko se je Indija premikala proti Aziji, so njene severne predele še prekrivali v plitvem morju odloženi stari paleozojski, morda celo predkambrijski skladi, ki jih danes, sicer nekoliko preoblikovane, najdemo na najvišjih vzpetinah Himalaje kot skrilavce in marmorje.
Pred 250 milijoni let so bili vsi kontinenti združeni v enotno celino Pangeo, ki se je pred 200 milijoni let začela cepiti na dve veliki celini, severno Lavrazijo in južno Gondvano, med njima pa se je razprostiral ocean Tetida ali Tetis. Pozneje se je Lavrazija razdelila na Severno Ameriko, Grenlandijo in Evrazijo, Gondvana pa na Južno Ameriko, Afriko, Avstralijo in Antarktiko ter več manjših kontinentov med katerimi je tudi podcelina Indija. Pred 120 milijoni let je bila Indija še mnogo bliže Afriki kot tedanji Aziji. Vendar pa se je proti njej premikala in se z njo, pred približno 50 milijoni let združila na območju Tibeta. Pri tem je prišlo do gorotvornosti ali orogeneze in nastanka Himalaje, obenem pa je umaknilo morje Tetis. Indijska plošča z debelo litosfersko skorjo je deloma potonila v astenosfero in tako ustvarila visoko planoto Tibet. Pojavu pravimo podrivanje, vendar pa je prišlo pri nastanku Himalaje tudi do narivanja, saj plošča ni potonila v celoti in se je nato del, ki ni potonil začel narivati na nasproti ležeče obale Azije. Pri tem je začela rasti Himalaja, ki so jo nato preoblikovale številne reke in ledeniki. Himalaja je razmeroma mlado gorovje katerega gorotvornost še traja. V geološki prihodnosti se bo s Himalajo najverjetneje zgodilo podobno kot z današnjimi evropskimi sredogorji iz mlajšega paleozoika ali Kaledonidi Norveške iz starejšega paleozoika, katerih gorotvorni procesi so že zdavnaj končani, erozija pa je pustila le ostanke teh nekdaj visokih gorstev.

## Podnebje
Himalaja je po svoji velikosti in višini zelo razsežna zato, ima nekaj zelo različnih podnebnih območij. Obenem je s svojo neprehodnostjo tudi klimatska pregrada med suho severno Azijo in vlažno monsunsko Indijo, zato so severna in zahodna področja pod vplivom suhega zmerno toplega podnebja, južna in vzhodna področja pa pod vplivom monsunov. Poleg teh dveh prevladujočih tipov podnebja pa zasledimo v višjih predelih Himalaje tudi hladno gorsko podnebje.

### Monsunsko podnebje
Monsun ima velikanski vpliv na življenje milijonov ljudi povsod po Indijski podcelini. Beseda monsun je prevzeta iz arabščine in pomeni 'letni čas', čeprav v resnici označuje dva vetrova, ki sta značilna za glavna letna časa; poletni in zimski monsun. Poletni monsun vlada med aprilom in oktobrom. Spomladi sonce zmeraj bolj ogreva zemljo in kopno se segreva hitreje kot morje. Ker je hladnejši zrak gostejši in težji od toplejšega se nad hladnimi območji, torej nad morjem pojavi območje visokega zračnega pritiska, nad kopnim pa nizkega zračnega pritiska. Ker se zrak vedno preliva z območja visokega tlaka na območje nizkega, pihajo vetrovi z morja na kopno in tako nasičeni z vlago prinašajo obilne padavine. Vetrovi navadno pihajo čez Indijski ocean in se ob jugu Indije razdelijo na dve veji; ena povzroča močno deževje v zahodnem primorju, druga pa se usmeri preko Bengalskega zaliva proti osrednji in vzhodni Himalaji, kjer se ustavi in prinese severu Indijskega nižavja  prepotrebno osvežitev, saj je to področje med najbolj naseljenimi na svetu. Zimski monsun deluje ravno nasprotno poletnemu. Ker zimski vetrovi pihajo iz suhih področij Himalaje, prinašajo veliko manj vlage in tako se od oktobra do aprila suh in hladen zrak zliva s kopnega proti Indijskemu oceanu ter pri tem prinaša v pokrajine Indijske podceline sušno obdobje.
Monsunsko podnebje najbolj vpliva na osrednjo in vzhodno Himalajo, kjer poletni monsun prinaša izredno vlažno vreme. Najvišja letna količina padavin je 2500 mm v Sikimu, na planoti Tarai v južnem Nepalu pa je zaradi bolj celinske lege količina že 1250 mm. Veliko manj padavin je v zahodni in severozahodni Himalaji, kamor monsun zaradi visokih gorskih pregrad ne more prodreti, zato je tam količina padavin le 250 mm. Vetrovi močno vplivajo tudi na temperaturo ozračja, saj se zaradi vlažnih poletnih vetrov temperature močno dvignejo in s tem povzročijo hitro taljenje snega in ledu v višjih predelih, s tem pa je povezan višji pretok rek. V nižinah centralne Himalaje se povprečne temperature pozimi spustijo do -5 °C, v višjem svetu pa do -30 °C. Nekoliko drugače je na zahodu, kjer je zaradi nedostopnost monsunov, skozi celo leto hladneje in veliko bolj suho.

### Gorsko podnebje
Himalaja se v velikem delu svojega površja dviga nad višino 3000 m, kjer monsunsko in suho podnebje nimata več tako velikega vpliva. Na tej višini se zaradi značilnih temperatur in rastja, prične hladno gorsko podnebje, ki se širi od gorskih travnikov pa do večnega snega na višinah več kot 8000 m. V centralni in vzhodni Himalaji, ki sta še pod monsunskim vplivom so na višinah od 1500 do 3000 m povprečne letne temperature okrog 15 °C in rastejo obširni gozdovi zimzelenega rododendrona, nekoliko višje, do višine 3500 m se temperature že spustijo pod ničlo in rastejo iglasti gozdovi. Na višini od 3500 do 4800 m se povprečne letne temperature gibljejo okrog -15 °C in prevladuje zimzeleno visokogorsko rastje. Nad to mejo se že pričenja skalovje gnajsov in skrilavcev ter večni sneg in led, ki se v obliki ledenikov spustita do višine 3000 m. Najnižje temperature na teh višinah se spustijo tudi do -50 °C. Zahodneje, kjer monsuni ne vplivajo več na gorsko podnebje, se višinski pasovi vrstijo podobno, vendar se v nižjem svetu pojavljajo višje temperature in manj rastja, saj se gorsko podnebje kaže v veliko bolj suhi obliki. Zaradi vplivov suhega in toplega podnebja je tudi veliko manj snega in ledenikov, vendar pa sta Zahodna Himalaja in Karakorum prepredena z mnogimi ledeniškimi dolinami, ki so ostanek pleistocenske poledenitve, ko se je led zajedal globoko v Kitajsko gričevje na vzhodu.

## Vrhovi
| Vidnejši vrhovi      | Vidnejši vrhovi                                                                                                | Vidnejši vrhovi  | Vidnejši vrhovi | Vidnejši vrhovi | Vidnejši vrhovi                                                                                                  |
| Ime vrha             | Drugo ime in pomeni                                                                                            | Nadm. višina (m) | Rang            | Prvi pristopi   | Opombe |
| -------------------- | --- | ---------------- | --------------- | --------------- | --- |
| Everest              | Sagarmatha (Nepali), 'Čelo neba',                                                                              | 8848             | 1               | 1953            | Njegov vrh in greben predstavljata mejo med Nepalom in Tibetom.                                                  |
| K2                   | Chogo Gangri, Qogir Feng, Mount Godwin Austen, Dapsang                                                         | 8611             | 2               | 1954            | Na meji med Xinjiang, PRC in Gilgit–Baltistan Pakistan. Najvišji vrh Karakorumskega masiva.                      |
| Kangčendzenga        | Kangchen Dzö-nga, 'Pet snežnih zakladov'                                                                       | 8.586            | 3               | 1955            | Na meji med Nepalom in indijsko zvezno državo Sikim.                                                             |
| Lhotse               | 'Južni vrh' | 8516             | 4               | 1956            | Na meji med Kitajsko in Nepalom. Je del masiva Everesta.                                                         |
| Makalu               | 'Veliki črni'                                                                                                  | 8462             | 5               | 1955            | Na vzhodu Nepala, med Everestom in Kangčendzengo                                                                 |
| Čo Oju               | Qowowuyag, 'Turkizna boginja'                                                                                  | 8201             | 6               | 1954            | Na meji med Tibetom in Nepalom, zahodno od Everesta.                                                             |
| Dhaulagiri           | 'Bela gora' | 8167             | 7               | 1960            | Osrednji Nepal, zahodno od reke Kali Gandaki.                                                                    |
| Manaslu              | Kutang, 'Gora duha'                                                                                            | 8156             | 8               | 1956            | Osrednji Nepal, zahodno od Pokhare.                                                                              |
| Nanga Parbat         | Diamir, 'Gola gora'                                                                                            | 8126             | 9               | 1953            | Na meji med Pakistanom in Indijo.                                                                                |
| masiv Anapurna       | 'Boginja žetve'                                                                                                | 8091             | 10              | 1950            | Osrednji Nepal, severno od Pokare.                                                                               |
| Gašerbrum I          | 'Lepa gora' | 8080             | 11              | 1958            | Pakistanski Karakorum                                                                                            |
| Broad Peak           | Faichan Kangri                                                                                                 | 8047             | 12              | 1957            | Pakistanski Karakorum                                                                                            |
| Gašerbrum II         | 'Lepa gora' | 8035             | 13              | 1956            | Pakistanski Karakorum                                                                                            |
| Šiša Pangma          | Šišapangma (Xixiabangma, 'Greben nad travnatimi ravnicami', Gosainthan, 'Božje bivališče')                     | 8013             | 14              | 1964            | Tibet, približno 10 km severno od nepalske meje.                                                                 |
| Gyachung Kang        | neznano | 7952             | 15              | 1964            | Na Nepalsko-tibetanski meji. Najvišji vrh pod 8000 metri.                                                        |
| Gašerbrum IV         | – | 7925             | 17              | 1958            | Pakistanski Karakorum                                                                                            |
| Nuptse               | »Zahodni vrh« v Tibetanščini                                                                                   | 7861             | 12 (Nepal)      | 1961            | Nepal, Mahalangur Himal                                                                                          |
| Mašerbrum            | neznano | 7821             | 22              | 1960            | Pakistanski Karakorum                                                                                            |
| Nanda Devi           | »Boginja Nanda«                                                                                                | 7817             | 23              | 1936            | Utarakhand, Indija. Najvišji vrh, ki se v celoti nahaja znotraj Indije.                                          |
| Rakapoši             | »Sijoča stena«                                                                                                 | 7788             |                 | 1958            | Pakistanski Karakorum                                                                                            |
| Tirič Mir            | »Kralj senc«                                                                                                   | 7708             |                 | 1950            | Pakistan blizu Čitrala. Najvišji vrh v Hindukušu                                                                 |
| Gangkhar Puensum     | Gankar Punzum, "Three Mountain Siblings"                                                                       | 7570             |                 | Nepreplezano    | Butan. Najvišji neosvojeni vrh na svetu, ki ga zaradi duhovnih razlogov ni dovoljeno plezati.                    |
| Vrh Ismaila Somonija | »Pik Stalina« 1933–1962 »Pik Komunizma« 1962–1998                                                              | 7495             | 50              | 1933            | Tadžikistan gorovje Pamir, najvišji vrh v bivši ZSSR                                                             |
| Langtang Lirung      | »Langtang Himal«                                                                                               | 7227             |                 | 1978            | Je južno od Šiša Pangme, Nepal.                                                                                  |
| Mačapučara           | »Ribji rep« | 6993             |                 | 1957            | V masivu Anapurne, Nepal. Velja za sveto goro, na kateri domujejo bogovi, zato Nepalci ne dovolijo vstopa nanjo. |
| Dorje Lakpa          | »Langtang Himal«                                                                                               | 6966             |                 | 1992            | Je severozahodno od Katmanduja, Nepal.                                                                           |
| Ama Dablam           | »Mati-Svetinja«                                                                                                | 6848             |                 | 1961            | Regija Kumbu, Nepal.                                                                                             |
| Kailaš               | (sanskrt: Kailāsa Parvata, tibetansko Kang Rinpoche (Precious Snow Peak), Mandarin kitajščina Gāngrénbōqí fēng | 6638             |                 | Nepreplezano    | V zahodnem delu Tibeta. Sveta gora več religijam.                                                                |

### Vidnejši tuji alpinisti
- GB: George Mallory (1886–1924) - Poskus prvega pristopa na Mount Everest v letih 1922 in 1924; umrl na »North Face« skupaj z Andrew Irvine -  prva znana alpinista, ki se nista vrnila z gore.
- GB: Noel Odell (1890–1987) -  britanski pionir, skupaj z Williamom Haroldom (Bill) Tilmanom sta opravila prvi vzpon na Nanda Devi leta 1936, ki je ostal do leta 1950 najvišji osvojeni vrh. Bil je zadnja oseba, ki je videla Mallorya in Irvina pri vzponu na Everest leta 1924.
- GB: Bill Tilman (1898–1977) - britanski pionir, z Noelom Odellom, je leta 1936, opravil prvi vzpon na Nanda Devi.
- GB: Frank Smythe (1900–1949) - leta 1931 je prvi priplezal s petimi tovariši na Mount Kamet.
- GB: Eric Shipton (1907–1977) - odkril pot na Everst preko ledenika Khumbu.
- GB: John Hunt (1910–1998) - vodja britanske ekspedicije na Everest leta 1953.
- NPL: Tenzing Norgay (1914–1986) - nepalski šerpa. Prvi človek na vrhu Eversta, skupaj z Edmund Hillary-em.
- FRA: Maurice Herzog (1919-2012) - prvi pristop na Anapurno, leta 1950.  Zaradi ozeblin je ostal brez večine prstov na rokah in nogah. Vrh je bil ponovno dosežen šele leta 1970. Njun vzpon predstavlja enega največjih mejnikov v zgodovini alpinizma ter je bil deležen izjemnega zanimanja, ki ga je presegla le osvojitev Everesta, ki je tri leta kasneje uspela Edmundu Hillaryu in Tenzingu Norgayu.[5]
- NZ: Sir Edmund Hillary (1919–2008) - novozelandski plezalec in raziskovalec, prvi človek na vrhu Everesta skupaj s šerpo Tenzing Norgay-em
- GB: Tom Bourdillon (1924–1956) - član britanskih ekspedicij na Everest late 1951, 1952 in 1953, ustavil se je 90 m pred vrhom Everesta tri dni predno sta ga osvojila Hillary and Norgay.
- AUT: Hermann Buhl (1924–1957) - prvi vzpon na Nanga Parbat in Broad Peak. Buhlov vzpon na Nanga Parbat leta 1953 je bil svetovna senzacija. Najnevarnejši osemtisočak tistega časa je do Buhlovega vzpona zahteval že enaintrideset življenj.[6] Umrl je pri padcu na Čogolisi, telesa niso nikoli našli.
- ZDA: Willi Unsoeld (1926–1979) - ameriški pionir, prvi vzpon na Everest preko zahodnega grebena (1963). Umrl je v plazu na Mount Rainierju, 1979.
- GB: Chris Bonington (r. 1934) - vodil je odpravo, ki je prva premagala zloglasno južno steno Anapurne, 4 dostopi na Everest. Že leta 1983 je v alpskem slogu priplezal na še neosvojen vrh Shivling (6501 m) v indijski Himalaji.
- IND: Nawang Gombu (1935-2011) - indijski plezalec.  Prva oseba, ki je stopila na vrh Everesta dvakrat: 1963 in 1965.
- ITA: Reinhold Messner (r. 1944) - italijanski plezalec.  Prvi človek, ki je preplezal vseh štirinajst osemtisočakov.
- POL: Jerzy Kukuczka (1948–1989) - poljski plezalec. V samo osmih letih mu je le dva meseca po Reinholdu Messnerju uspelo osvojiti vseh 14 osemtisočakov. Messner je za to potreboval 16 let. Enajst osemtisočakov je preplezal po prvenstvenih smereh, kar štiri izmed njih pa je osvojil v zimskem času.[7]
- SWI: Erhard Loretan - švicarski plezalec. Kot tretji zemljan se je povzpel na vseh 14 osemtisočakov. Znan je postal leta 1986, ko je splezal na Everest brez dodatnega kisika, vrh pa je osvojil v 40 urah, plezal je namreč tudi ponoči.[8]
- PAK: Nazir Sabir - pakistanski plezalec. Prvi dostop na dva osemtisočaka (Broad Peak & Gašerbrum II) v enem poskusu.
- GB: Casey Mackins - angleški plezalec. Leta 1990 se je kot prvi človek  vzpel na Everst iz nivoja morske gladine.
- VEN: José Antonio Delgado (1965–2006) - prvi venezuelski plezalec, ki je dosegel vrh petih osemtisočakov.
- ZDA: Ed Viesturs (r. 1959) - prvi američan, ki se je povzpel na vseh štirinajst osemtisočakov in šesti plezalec, ki je na vse osemtisočake prišel brez uporabe dodatnega kisika.[9]
- NPL: Pemba Dorjie (r. 1977) - šerpa,  ki je lastnik hitrostnega rekorda v vzponu na Everest. 21.maja 2004 je od baznega tabora na višini 5.300 metrov pa do vrha potreboval 8 ur in 10 minut..
- NPL: Apa Sherpa (r. 1960) - 11.amaja 2011 je z 21. vzponom na vrh Everesta, postavil nov svetovni rekord v številu vzponov na Everest.[10]
- POL: Krzysztof Wielicki (r. 1950) - poljski plezalec. Peti človek, ki je preplezal vseh štirinajst osemtisočakov. Na tri izmed njih (Mount Everest, Kangčendzenga in Lhotse) se je kot prvi človek povzpel pozimi.

### Slovenski alpinisti v Himalaji
Slovenska himalajska zgodovina je zgodovina uspehov in tragedij. Eden izmed vidnejših dosežkov slovenskih alpinistov v Himalaji je bil korak naprej v razvoju in spremembe načina plezanja v Himalaji, ko se je uveljavil alpski slog - tj. na čim bolj preprost način z minimalno količino opreme in čim hitreje splezati na vrh in se vrniti.
- 1975 - Prvi osemtisočak Makalu, ki so ga osvojili jugoslovanski alpinisti. Osvojili so ga po prvenstveni smeri v južni steni. To je bila takrat šele tretja preplezana stena v Himalaji. Vrh je doseglo kar sedem alpinistov, Marjan Manfreda - Marjon celo brez uporabe dodatnega kisika, kar je bil takrat edinstven uspeh.[11]
- 1977 - Po Makaluju je leta 1977 sledila odprava Gašerbrum, ko sta Andrej Štremfelj in Nejc Zaplotnik preplezala prvenstveno smer po jugozahodnem grebenu. Poslabšanje vremena in slabo zdravstveno stanje ekipe je preprečilo nadaljnje vzpone. V zadnjem taboru je kljub temu vztrajal Drago Bregar, vendar so soplezalci kmalu izgubili stik z njim in vsako upanje, da bi v snežnih metežih ostal živ. [12]
- 1979 - Jugoslovanska odprava Everest. 13. maja 1979 sta na vrhu najvišje gore stala prva Slovenca, Andrej Štremfelj in Nejc Zaplotnik. Ob sestopu je alpiniste ujel vihar. Zjutraj so jim odšli na pomoč Ivč Kotnik, Borut Bergant in Vanja Matijevec. Ob srečanju je šerpa Ang Phu nenadoma zdrsnil po pobočju in se ubil.[13] Čez dva dni sta vrh osvojila še Stane Belak - Šrauf, Stipe Božić. Prvenstveno je bila preplezana smer po zahodnem grebenu, ki je poimenovana tudi Jugoslovanska smer in še danes velja za najdaljšo in najtežjo prvenstveno smer na Everest: v 25 poskusih v 30 letih je bila samo enkrat uspešno ponovljena.
- 1981 - Skoraj preplezana južna stena Lhotseja 1981. Visoka in strma južna stena, 3300 metrov granitnih skal in ledu, je tedaj veljala za enega največjih izzivov v Himalaji, za problem alpinizma prihodnosti. Kljub temu, da odprava zaradi slabega vremena ni osvojila vrha, je uspeh alpinistov, preplezana stena, naletel na priznanje alpinistične javnosti.[14]
- 1981 - Problem alpinizma prihodnosti je bila tudi južna stena Daulagirija. Naveza Belak-Berčič-Tratnik je dosegla rob stene, povzpeli so se preko 8000 metrov, a morali sestopiti. Odisejada Daulagirija se je srečno razpletla po petnajstih dnevih plezanja in sestopanja.[15]
- 1985 - Prvi vzpon na Jalung Kang, zahodni vrh Kangčendzenge, je leta 1985 uspel Tomu Česnu in Borutu Bergantu, vendar se slednji ni vrnil z gore.
- 1989 - prvenstvena smer v jugozahodni steni Šiša Pangma (Kozjek, Štremfelj, Bence, Grošelj)
- 1989 - solo prvenstveni vzpon Toma Česna na Kumbakarna ali Džanu, začetek solo vzponov in alpskega načina.
- 1990 - Marija Štremfelj, prva in edina Slovenka, je osvojila Everest, ter se s tem uvrstila med 13 žensk, ki so se do tedaj uspele povzpeti na vrh.
- 1995 - Štirinajsti, torej zadnji osemtisočak Anapurno so Slovenci dosegli leta 1995. Prvi uspešni smučarski spust z vrha do baze sta naredila brata Davo in Andrej Karničar, uspeh je z vrhom dopolnil Tomaž Humar.
- 1999 - Solo vzpon na Daulagiri I Tomaža Humarja. Z vstopom v vpadnici vrha in izstopom na istem mestu kot odprava 1981, predvsem pa s prvim internetnim prenosom plezanja v himalajski steni je lep čas držal v napetosti in pred ekrani ves svet.[16] Reinhold Messner je vzpon označil za vzpon tretjega tisočletja.[17]
- 2006 - Tina Di Batista, Tanja Grmovšek in Aleksandra Voglar so kot prva ženska naveza ponovile in to v alpskem slogu, smer Eternal flame na Trango Nameless Tower na višini 6251 metrov.[18]
- 2011 - Naveza Irena Mrak in Mojca Švajger sta v steni Nanga Parbata dosegli višino 7590 metrov. Zaradi slabega vremena sicer vrha nista osvojili. Njuna smer, ki sta jo poimenovali Slovenska smer, je od ledenika Diama 4470 m do roba stene visoka 3120 metrov. Ob vračanju iz stene sta v strmem ledu obe zdrsnili. Padca sta se kakšnih 150 metrov nižje srečno končala brez zlomov, a s kar veliko krvi. Deveti dan plezanja sta dosegli bazo.[19]

Znanih je 22 slovenskih žrtev v Himalaji.

## Vodovje in ledeniki
Večni led ali ledeniki so po vsej Himalaji. Najdemo jih na višinah od 3000 do 6000 m, navadno pa so dolgi okrog 40 km, kar je desetkrat več kot so v povprečju dolgi ledeniki v Alpah. V ledeni dobi oz. pleistocenu je bila zaradi nižjih temperatur poledenitev veliko večja in posledica tega so številne reke in ledeniška jezera. Himalajski ledeniki so vzrok številnim azijskim rekam med katera sodijo tudi največje reke kot so Ind na zahodu, Satledž in Gandaki v osrednji Himalaji ter Brahmaputra na vzhodu. Tukaj pa izvira tudi sveta reka Ganges, ki se nato kot večina ostalih izlije, preko severnega Indijskega nižavja v Bengalski zaliv. Posledica poledenitve so tudi ledeniška jezera, ki jih najdemo v pasu do višine 5000 m in navadno niso velika.